# مونيوتيو
بلدية مونيوتيو (بالإسبانية: Muñotello) هي بلدية تقع في مقاطعة آبلة التابعة لمنطقة قشتالة وليون وسط إسبانيا.

## الديموغرافيا
بلغ عدد سكان بلدية مونيوتيو 79 نسمة عام 2011 (وفقاً للمعهد الوطني للإحصاء الإسباني).
| 133 | 128 | 117 | 104 | 105 | 92 | 79 |